# Ферхилл
Стадион «Ферхилл» (англ. Firhill Stadium) — футбольный и бывший регбийный стадион, расположенный в Мэрихилле, районе Глазго, города в Шотландии. С 1909 года он служит домашней ареной для футбольного клуба «Партик Тисл», ныне выступающего в шотландском Чемпионшипе. Стадион обычно называют просто Ферхилл, хотя с сентября 2017 года он также стал известен по спонсорским причинам как стадион The Energy Check Stadium at Firhill.
В разные времена «Ферхилл» также служил в качестве временного домашнего поля для двух других футбольных клубов: «Клайда» и «Гамильтона». Он также был одним из мест проведения чемпионата мира по регбилиг 2000 года и домашним стадионом регбийной команды «Глазго Уорриорз» в 2007—2012 годах. Кроме того, стадион в течение короткого времени использовался как домашний футбольным клубом «Куинз Парк», во время летних Олимпийских игр 2012 года, стадион которого был задействован в олимпийском футбольном турнире. По состоянии а 2014 год вместимость стадиона Фирхелла составляла 10 102 человек (все сидячие места).

## История
«Партик Тисл» играл на различных площадках с 1876 по 1891 год , когда обосновался на футбольной площадке Медоусайд, рядом с рекой Клайд. Однако в 1908 году команда была вынуждена покинуть его, чтобы освободить место для верфи. В итоге «Партик Тисл» нашёл для себя свободный участок, принадлежащий Каледонской железной дороге в Мэрихилле, который был куплен клубом за 5 500 фунтов стерлингов, и вскоре началось строительство. Площадка должна была открыться 21 августа 1909 года, но матч был отложен, потому что арена была сочтена небезопасной для общественного пользования и не было получено согласие на её планирование. «Ферхилл» открылся месяц спустя. 

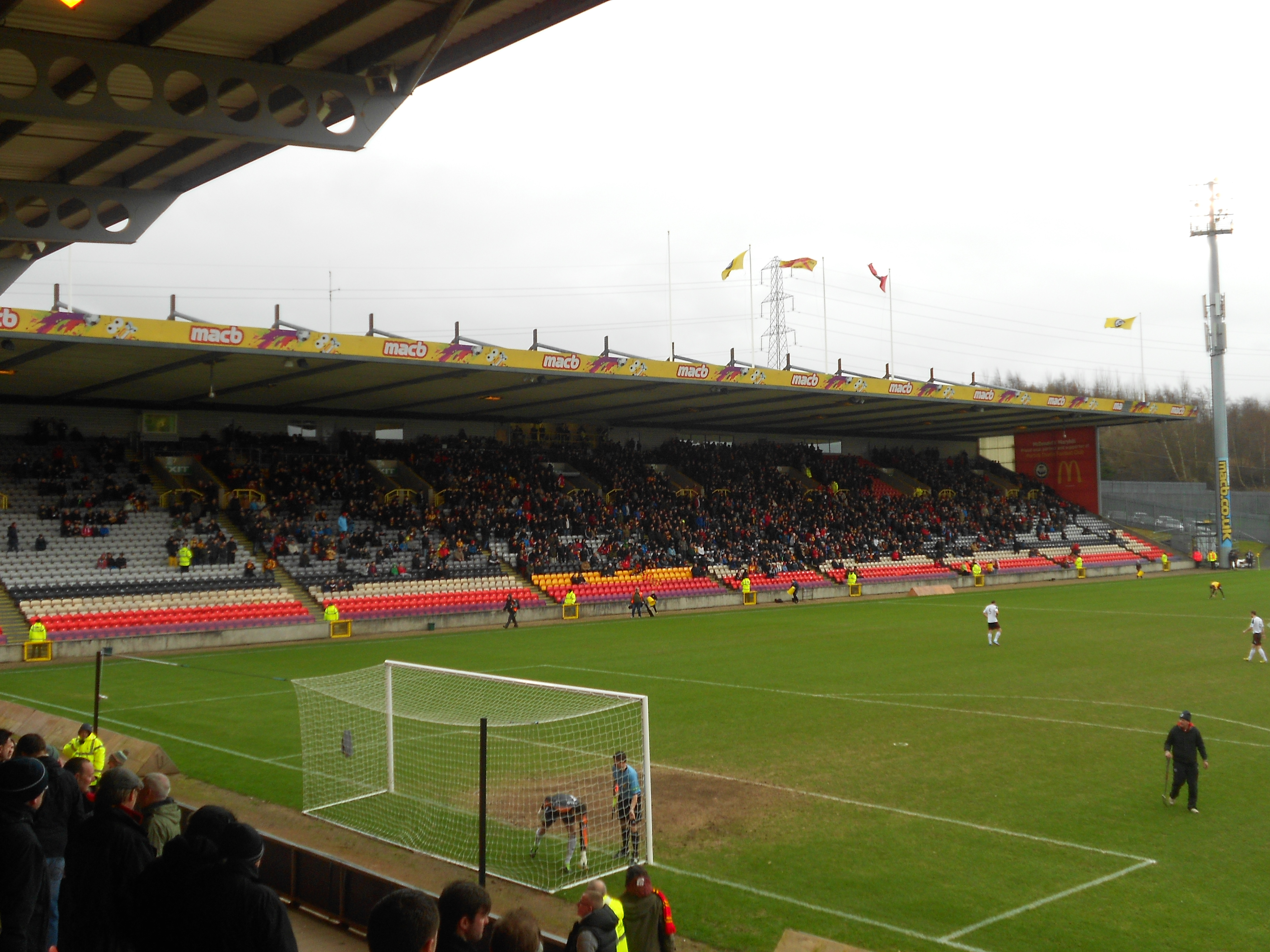
Трибуна Джекки Хасбенда

Рекорд посещаемости для игры «Партик Тисл» на «Фирхелле» был установлен в матче против «Рейнджерс» в 1922 году, за которым наблюдало 49 838 человек. Нынешняя главная трибуна была возведена в 1927 году, в это же время террасы были расширены. Хотя её стиль и напоминал дизайн архитектора Арчибальда Литча, на самом деле проект трибуны был разработан Дэвидом Миллсом Дунканом, который ранее трудился под началом Литча. В 1928 году в матче между сборными Шотландии и Ирландии в рамках Домашнего чемпионата Великобритании был установлен общий рекорд посещаемости для «Ферхилла» (54 728 зрителей).

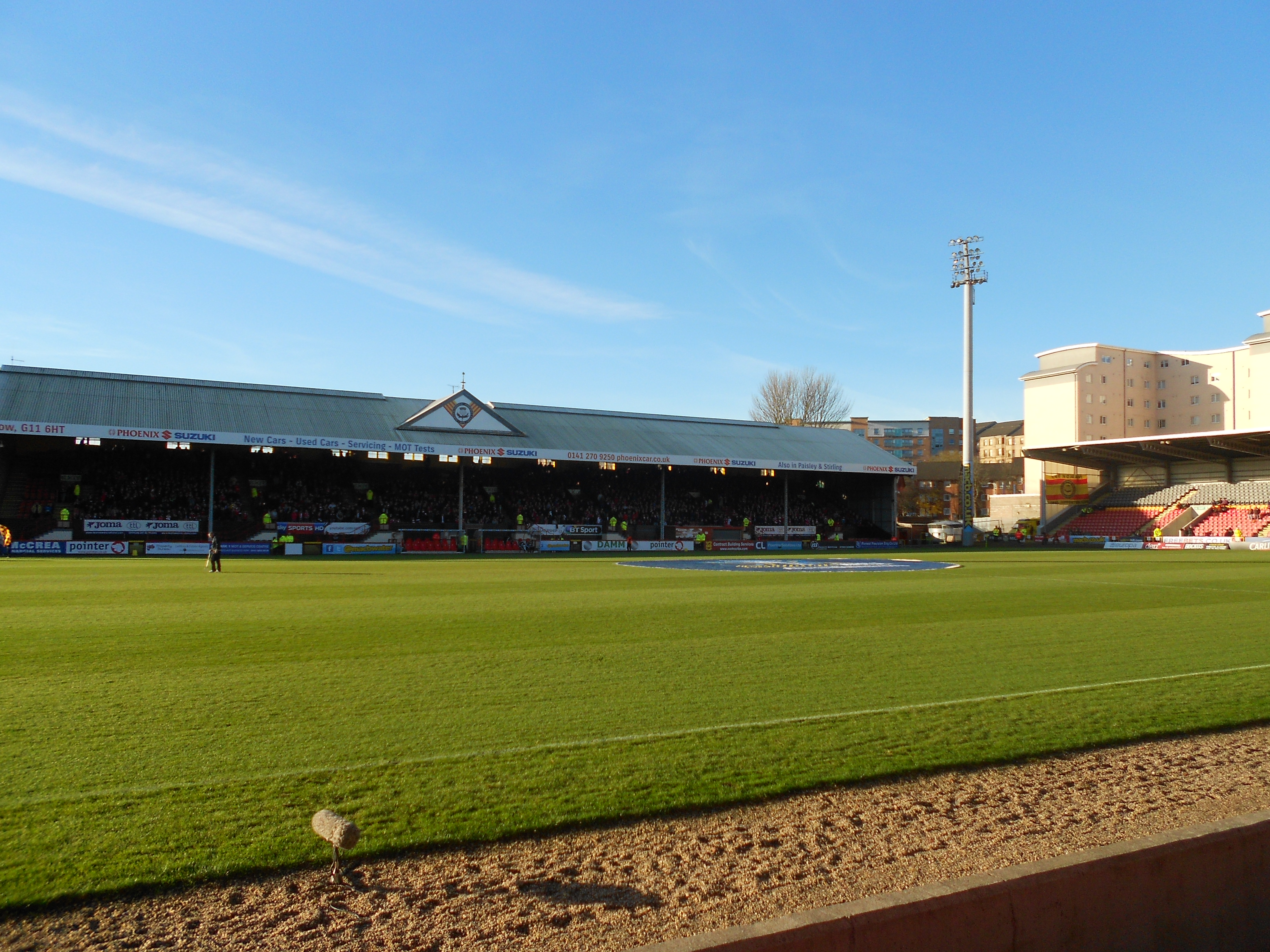
Вид на трибуну Колина Уэйра (слева) и трибуну Джона Ламби (справа)

Каких-либо серьёзных улучшений стадиона не было до начала 1950-х годов, когда «Партик Тисл» переживал относительно успешный период, что помогло оплатить постройку крыши над частью трибун и прожекторов, которые были впервые использованы в товарищеском матче против английского клуба «Тоттенхэм Хотспур» в ноябре 1955 года. «Ферхилл» принял у себя первый в истории Глазго матч Кубка европейских чемпионов, в котором шведский «Юргорден» играл роль номинальных хозяев поля (из-за заморозков, не позволивших провести этот поединок в Швеции) во встрече с шотландским «Хибернианом».
Согласно закону о безопасности спортивных площадок, принятом в 1977 году, «Ферхиллу» пришлось сократить свою вместимость с более чем 40 000 до 20 500. В 1986 году «Ферхилл» стал первым шотландским стадионом в современную эпоху, который использовался в качестве домашней арены более чем одной командой. Это случилось, когда «Клайд» перебрался сюда после своего выселения с Шоуфилда и по договору играл на «Ферхилл» до 1991 года. Дважды «Гамильтон Академикал» делил «Ферхилл» с «Партик Тисл» по похожим соглашениям: в 1994—1997 и 1999—2001 годах.
Северная трибуна была построена в 2002 году для того, чтобы соответствовать критериям шотландской Премьер-лиги по вместимости стадиона, требовавшим своим членам иметь 10 000 оборудованных сидячих мест на своих стадионах. Позднее эти требования были изменены на всего 6 000 мест, что означало, что «Партик Тисл» построил трибуну, которая для него была излишне.